# Giovanni Battista Casanova
Giovanni Battista Casanova (ur. 2 listopada 1730 w Wenecji, zm. 8 grudnia 1795 w Dreźnie) – włoski malarz i grafik okresu neoklasycyzmu. Był bratem Giacomo Casanovy i Francesco Giuseppe Casanovy.